# ليل ماما
ناتيّا جيسيكا كيركلاند (بالإنجليزية: Lil Mama) (ولدت في 4 أكتوبر 1988) في هارلم بولاية نيويورك، اشتهرت باسمها الفني ليل ماما مغنية هيب هوب ، مغنية راب، كاتبة اغاني، رائدة أعمال، ممثلة، وراقصة أمريكية من بروكلين، نيويورك. و عرفت أيضا كحكم في برنامج مواهب ABDC أمريكاز بيست دانس كرو طوال مواسمه السبع. تصدر ألبومها الأول Voice of the Young People ( VYP ) قائمة البيلبورد في 2007 - 2009، و شاركت في 2013 في فيلم تلفزيوني لقناة VH1 عن فرقة TLC بدور مغنية الراب الراحلة " ليزا لوبيز".

## روابط خارجية
- ليل ماما على موقع IMDb (الإنجليزية)
- ليل ماما على موقع ميوزك برينز (الإنجليزية)
- ليل ماما على موقع إن إن دي بي (الإنجليزية)
- ليل ماما على موقع أول ميوزيك (الإنجليزية)
- ليل ماما على موقع أول ميوزيك (الإنجليزية)
- ليل ماما على موقع ديسكوغز (الإنجليزية)
- ليل ماما على موقع قاعدة بيانات الفيلم (الإنجليزية)